# Phetracha

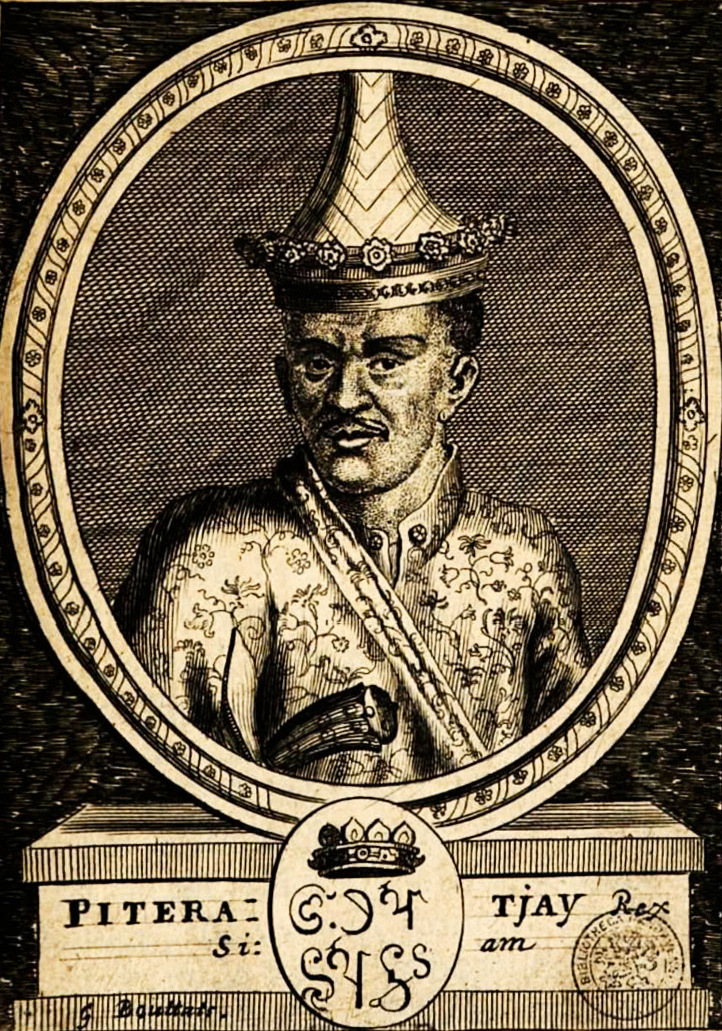
König Phetracha um 1690

Phetracha (Thai: สมเด็จพระเพทราชา - Somdet Phra Phetracha, auch: Bedraja, P'etraja, Petraja oder Petratcha geschrieben; * 1632 in Ban Plu Luang, Provinz Suphan Buri; † 1703 in Ayutthaya) war der 30. König des Königreiches Ayutthaya in Siam (heute Thailand) als  Nachfolger von Narai.

## Leben
Phetracha kam als Usurpator an die Macht, er begründete dadurch die „Ban-Phlu-Luang-Dynastie“. Seine Dynastie regierte Ayutthaya 79 lange Jahre, in denen diese Bürde die jeweiligen Herrscher verfolgen würde.
Um seine Machtergreifung zu legitimieren, verheiratete er sich mit der Schwester und mit der Tochter des verstorbenen Narai. Mit Phetracha regierte ein Vertreter der nationalistischen Partei Siams das Königreich. Er verfügte als eine der ersten Maßnahmen die Ausweisung der Franzosen.
Die Handelsniederlassungen wurden geschlossen, die ausländischen Händler wurden ebenfalls ausgewiesen. Interessanterweise durften die Missionare bleiben und ihre im Allgemeinen vergeblichen Bekehrungsversuche weiter betreiben.
Der Handel kam dennoch nicht zum Erliegen. Im Gegenteil blühte er mit dem Kaiserreich China, Indien und den Nachbarn auf, sodass kaum ein Rückgang der Umsätze festzustellen war.